# Kukova špica
Kukova špica (2427 m) je gora v Martuljški skupini Julijskih Alp. Nahaja se med dolino Vrat in Martuljkom. Najlažji dostop na goro je po zahtevni neoznačeni stezi čez plaz Črlovec (čez Gulce) (5h)